# Kazimierz Hieronim Okuszko
Kazimierz Hieronim Okuszko herbu Radwan – cześnik wendeński w latach 1674–1690.
W 1674 roku był elektorem Jana III Sobieskiego z powiatu oszmiańskiego.